# Дамберг, Петер
Петер Дамберг (Пётр Дамберг, Петерис Дамбергс, лив. Pētõr Damberg, латыш. Pēteris Dambergs; 9 марта 1909 года, Сикрагс — 25 апреля 1987 года, Адажи) — лингвист ливского языка, ливский поэт, прозаик, фольклорист и переводчик. Педагог. Один из ярчайших представителей ливской литературы.

## Биография
Петер Дамберг родился в Сикрагсе, в ливской рыбацкой семье Карла и Кристины Дамберга. Учился в Дундагской начальной школе.
Во время Первой мировой войны посещал Эстонию, где выучил эстонский язык, что в последующим облегчило эстонским и финским лингвистам работу с ливским языком. В 1922 году знакомится с эстонским фольклористом Лоритсом. Затем Дамберг в Вентспилсской школе изучает английский язык. В 1935 году П. Дамберг написал хрестоматию на ливском языке «Jemakīel lugdõbrāntõz. 1, Skūol ja kuod pierast» («Книга для чтения на родном языке. 1, Для школы и дома»). В 1960 году участвовавл над созданием эсперанто-латышско-ливским словарем и похожим изданием «Fitoterapija».
В 1978 году в Эстонии была опубликована статья Дамберга «Lībiešu valodas kopšana» на эстонском и ливском языках, которая долгое время была самым обширным исследованием развития ливской письменности. Благодаря обширному вкладу Дамберга в составление ливского словаря, в 2012 году появилась возможность опубликовать ливско-эстонско-латышский словарь, который на сегодняшний день является крупнейшим источником ливской лексики.
В 1987 году Петер Дамберг скончался в Адажах, похоронен на Балтэзерском кладбище.